# رحبان العليا (بعدان)

تعديل مصدري - تعديل

رحبان العليا هي إحدى قرى عزلة الحرث بمديرية بعدان التابعة لمحافظة إب، بلغ تعداد سكانها 339 نسمة حسب تعداد اليمن لعام 2004.